# 디뎀 크날르
디뎀 크날르(튀르키예어: Didem Kınalı, 1986년 6월 6일 ~ )는 터키의 무용가이다. 이스탄불 가지오스만파샤(Gaziosmanpaşa) 출신의 롬계 터키인으로서 어린 시절부터 무용을 접했다. 그의 아버지는 유고슬라비아에서 터키로 이주한 드럼 연주자이고 어머니는 그리스 테살로니키에서 터키로 이주한 벨리댄서이다. 이브라힘 타틀르세스(İbrahim Tatlıses)가 진행을 맡은 《이보 쇼》(İbo Show)를 비롯한 터키의 여러 텔레비전 버라이어티 프로그램에 출연하여 벨리댄스를 선보이면서 국제적인 명성을 얻었다.